# Babie
Babie é um município da Eslováquia, situado no distrito de Vranov nad Topľou, na região de Prešov. Tem 8 km² de área e sua população em 2018 foi estimada em 233 habitantes.

## Demografia
| Ano:        | 1994 | 2004    | 2014   | 2024   |
| ----------- | ---- | ------- | ------ | ------ |
| Broj ljudi: | 234  | 261     | 241    | 238    |
| Razlika:    |      | +11,53% | -7,66% | -1,24% |

| Ano:               | 2023 | 2024   |
| ------------------ | ---- | ------ |
| Número de pessoas: | 239  | 238    |
| Diferença:         |      | -0,41% |